# گری پیترز
گری پیترز (به انگلیسی: Gary Peters) سناتور منتخب ایالات متحده از میشیگان و نمایندهٔ حوزه انتخابیه چهاردهم میشیگان از حزب دموکرات ایالات متحده آمریکا در مجلس نمایندگان ایالات متحده آمریکا است که برای نخستین‌بار در ۲۰ ژانویه ۲۰۰۹ میلادی به‌عضویت این مجلس درآمد. پیترز در انتخابات نوامبر سال ۲۰۱۴ به عنوان جانشین سناتور کارل لوین برگزیده شد.